# Музей моды Антверпена
Музей моды Антверпена (MoMu) — музей моды, основанный 21 сентября 2002 года в провинции Антверпен, Бельгия. MoMu — слоговая аббревиатура, созданная сокращением полного названия учреждения (Mo)de(mu)seum Antwerpen. MoMu является домом для архива современной бельгийской моды, исторического костюма, текстиля и библиотеки. В 2018 году музей закрылся на ремонт, откроется в сентября 2021 года.

## История
На первой выставке в 2002 году были представлены работы Патрика Ван Оммеслахе. С тех пор музей ежегодно устраивает по две временные выставки.
В сентябре 2021 года музей откроется после трехлетней реновации. Владельцы музея пообещали, что после ремонта площадь MoMu увеличится на 800 квадратных метров. В нем появится лекторий и новое помещение для собственной коллекции музея, которая сейчас насчитывает 33 тысячи предметов. После расширения музей сможет проводить одновременно три выставки на территории в 2000 квадратных метров.

## Выставки
В 2017 году в музее открылась выставка «Margiela: The Hermes Years». Это попытка объективно представить глобальное наследие творческого директора Марджелы и понять его место в истории моды. Выставка построена вокруг визуального приёма — её пространство разделено на белую и оранжевую части. В оранжевой выставлены вещи Марджелы для Hermes, а в белой — вещи Марджелы для Maison Martin Margiela. «Для меня было важно показать обе стороны Мартина, — объясняет Каат Дебо. — Дом Hermes предоставил нам как музею свободу сделать эту выставку самостоятельно. С первого взгляда кажется, что это очень разные вещи — концептуальная мода и мир лакшери. Но если у вас есть время рассмотреть всё по-настоящему, вы увидите, что это один тип творческой ДНК».

## Устойчивое развитие
В начале 2020 года Momu запустил интерактивные уроки на трёх языках под названием «Чистая одежда: глубокое погружение в устойчивую моду». MoMu стремился побудить молодых людей мыслить более творчески и новаторски с помощью мозговых штурмов, практических заданий и анализа их покупательского поведения.